# Фантоми (фільм, 1998)
«Фанто́ми» (англ. Phantoms) — американський науково-фантастичний фільм жахів 1998 року за сценарієм Діна Кунца, який адаптував власний однойменний роман 1983 року. Режисер — Джо Чаппелл, у головних ролях — Пітер О'Тул, Роуз МакГавен, Джоанна Ґоуінґ, Лієв Шрайбер та Бен Аффлек. Дія фільму розгортається в тихому містечку Сноуфілд, штат Колорадо, за фасадом якого ховається невідоме зло, яке безжально винищує його мешканців. Тепер групі людей належить зупинити його, або хоча б вирватися зі Сноуфілда живими.
У той час як роман Кунца містить багато літературних натяків на творчість Говарда Лавкрафта, у фільмі вони здебільшого викреслені.

## Акторський склад
| Актор          | Роль                               |
| -------------- | ---------------------------------- |
| Пітер О'Тул    | Тімоті Флайт британський науковець |
| Роуз МакГавен  | Ліза Пейлі                         |
| Джоанна Ґоуінґ | Дженніфер Пейлі лікар              |
| Бен Аффлек     | Брайс Хеммонд шериф                |
| Лієв Шрайбер   | Стю Ворґл заступник шерифа         |
| Ніккі Кетт     | Стів Шеннінґ заступник шерифа      |
| Кліфтон Пауелл | Копперфілд генерал                 |
| Бо Гопкінс     | Хоуторн агент ФБР                  |
| Роберт Неппер  | Вілсон агент ФБР                   |

## Сюжет
Доктор Дженніфер Пейлі привозить свою сестру Лізу до курортного містечка Сноуфілд, штат Колорадо, невеликого гірськолижного селища, розташованого в Скелястих горах, де Дженні працює лікарем. Однак, замість очікуваного спокою, сестри знаходять лише безлюдні вулиці й кілька мертвих тіл. Спершу вони вважають, що в містечку орудує серійний вбивця. Відкривши духовку в будинку місцевого пекаря, вони натрапляють на жахливе видовище — відрізані голови пекаря та його дружини. У цей момент їх знаходить шериф Брайс Хеммонд, колишній агент ФБР, разом зі своїми заступниками — Стю Ворґлом і Стівом Шеннінґом, які розслідують ці жахливі вбивства.
Група дістається до сусіднього готелю, де на дзеркалі вони знаходять напис, залишений однією з жертв: "Тімоті Флайт". Шеннінґ виходить назовні, щоб перевірити дивний шум, але не повертається. Інші знаходять лише його пістолет, капелюх і взуття — рештки тіла зникають безслідно. У шерифському відділку вони просять підмогу та створюють блокпости навколо Сноуфілда. Група отримує телефонний дзвінок, але розмову перериває напад істоти, схожої на величезного метелика, яка жорстоко розриває обличчя Ворґла. Хеммонд встигає вбити монстра. Пізніше Ліза стикається з Ворґлом у ванній кімнаті, але, повернувшись до моргу, вони виявляють, що його тіло зникло.
Колеги Хеммонда з ФБР знаходять Тімоті Флайта, британського науковця, який висуває теорію, що містечко стало жертвою Примордіального Ворога (англ. Ancient Enemy) — істоти, яку він описує як "втілення хаосу". Ця сутність періодично знищує великі групи людей та цілі цивілізації, серед яких були і майя, і колоністи з острова Роанок.
До них приєднується підрозділ армійських спецпризначенців і група вчених на чолі з генералом Коперфілдом, які прибувають до Сноуфілда для розслідування. Разом із Флайтом вони досліджують містечко. Під час обстеження каналізації істота вбиває солдатів, а собака, що наближається до Флайта та вчених, перетворюється на монстра, який знищує всіх, крім Флайта. Він об’єднується з Хеммондом, Дженні, Лізою та Коперфілдом. Істота атакує Коперфілда через люк і перетворює його на собі подібного. Перед тим, як розплавитися в калюжу рідини, Коперфілд встигає виблювати зразок, завдяки якому Флайт та інші дізнаються про природу Примордіального Ворога.
Стає зрозуміло, що Примордіальний Ворог — це амебоподібна форма життя земного походження, яка поглинає своїх жертв, наслідуючи їхню зовнішність і отримуючи їхню пам'ять. Ворог створює "фантоми" як тимчасові відгалуження, яких він контролює, а потім поглинає їх назад. Крім того, він абсорбує усі знання своїх жертв, стаючи дедалі розумнішим, і, через сприйняття його попередніми цивілізаціями, починає вважати себе богом. Він влаштував усі попередні події, щоб Флайт допоміг йому розкрити своє існування перед світом. Флайт також дізнається, що тіло цієї істоти фізіологічно майже ідентичне до сирої нафти, і його можна знищити бактеріями, створеними для споживання викопного палива. Однак з огляду на обмежену кількість бактерій, вони повинні доставити їх просто в ядро, розташоване в основному тілі Ворога.
Вони вирішують використати його зарозумілість і манію величі проти нього. Флайт удає, ніби зраджує групу, розкриваючи весь їхній план Ворогу. У гніві, впевнене у своїй непереможності, чудовисько поглинає всіх фантомів і виходить із каналізації, щоб прийняти форму Материнської Масси. Хеммонд і сестри Пейлі вистрілюють бактеріями в Ворога, після чого він тікає під землю, а Хеммонд кидається в погоню.
Сестри Пейлі стикаються з фантомом Ворґла, і Дженні, здається, вбиває його за допомогою набоїв з бактеріями. Тим часом Хеммонд знаходить Ворога, який прийняв вигляд хлопчика, якого шериф випадково вбив під час рейду ФБР проти наркоторговців. Коли хлопчик намагається вихопити останню пробірку, Хеммонд стріляє в неї, піддаючи істоту впливу бактерій. Ворог помирає від їхньої дії.
Попри те, що Хеммонд запевняє Лізу та Дженні, що небезпека минула, Флайт зізнається, що Ворог все ж досягнув своєї мети, оскільки він вирішив розповісти світу про те, що сталося, написавши книгу, засновану на подіях у Сноуфілді. Пізніше, коли Флайт дає інтерв'ю про свою книгу під назвою "Примордіальний Ворог", двоє відвідувачів бару сперечаються про існування позаземного життя. Почувши неподалік сміх, вони обертаються і бачать Ворґла, який запитує, чи хочуть вони побачити щось цікаве.

## Виробництво
Права на книгу Кунца спочатку придбав Стівен Лейн, продюсер серії фільмів «Виття». Продюсер Джоел Суассон, прочитавши книгу, провів наступні десять років в полюванні за правами на екранізацію, і зіграв важливу роль у створенні фільму для Miramax.
Фільм знімався в Джорджтауні, штат Колорадо, восени 1996 року.

## Касові збори
У США та Канаді «Фантоми» зібрали в прокаті 5,6 мільйона доларів.